# Szumskij
Szumskij (ros. Шумский) – osiedle typu miejskiego w Rosji, w obwodzie irkuckim, w rejonie niżnieudińskim. W 2010 liczyło 2767 mieszkańców.